# Centris unifasciata
Centris unifasciata är en biart som först beskrevs av Carlos Schrottky 1913.  Centris unifasciata ingår i släktet Centris och familjen långtungebin. Inga underarter finns listade.